# Атстат
Атста́т (фр. Hattstatt) — коммуна на северо-востоке Франции в регионе Гранд-Эст (бывший Эльзас — Шампань — Арденны — Лотарингия), департамент Верхний Рейн, округ Тан — Гебвиллер, кантон Вендзенем. До марта 2015 года коммуна административно входила в состав упразднённого кантона Руффак (округ Гебвиллер).
Площадь коммуны — 5,98 км², население — 840 человек (2006) с тенденцией к стабилизации: 805 человек (2012), плотность населения — 134,6 чел/км².

## Население
Численность населения коммуны в 2011 году составляла 803 человека, а в 2012 году — 805 человек.
| 1962 | 1968 | 1975 | 1982 | 1990 | 1999 | 2006 | 2011 | 2012 |
| ---- | ---- | ---- | ---- | ---- | ---- | ---- | ---- | ---- |
| 612  | 649  | 671  | 691  | 721  | 784  | 840  | 803  | 805  |

Динамика населения:

## Экономика
В 2010 году из 547 человек трудоспособного возраста (от 15 до 64 лет) 420 были экономически активными, 127 — неактивными (показатель активности 76,8 %, в 1999 году — 74,7 %). Из 420 активных трудоспособных жителей работали 392 человека (192 мужчины и 200 женщин), 28 числились безработными (13 мужчин и 15 женщин). Среди 127 трудоспособных неактивных граждан 35 были учениками либо студентами, 71 — пенсионерами, а ещё 21 — были неактивны в силу других причин.
На протяжении 2011 года в коммуне числилось 341 облагаемое налогом домохозяйство, в котором проживало 794 человека. При этом медиана доходов составила 23 276 евро на одного налогоплательщика.

## Достопримечательности (фотогалерея)
- Здание мэрии
- Церковь
- Интерьер